# Tangenta (album, Leb i sol)
Tangenta je sedmi studijski album makedonske skupine Leb i sol. Album je izšel leta 1984 pri založbi Jugoton in je bil prvotno na voljo samo na kaseti in gramofonski plošči. Leta 2006 je izšla ponovna izdaja albuma na zgoščenki.

## O albumu
Material je bil posnet v beograjskem studiu Akvarijus, producent pa je bil Kevin Ayers. Prav Ayers je album poimenoval Tangenta, razlog pa je bil v tem, da se je skupina v glasbi dotikala različnih stilov. Največja uspešnica s tega albuma je skladba Kontakt je skup. Gosta na albumu sta bila Laza Ristovski (klaviature) in Nenad Jelić (tolkala).

## Glasbeniki
- Vlatko Stefanovski – kitara, vokal
- Bodan Arsovski – bas kitara
- Dragoljub Đuričić – bobni

### Drugi sodelavci
- Kevin Ayers — producent
- Ratko Ostojić — snemalec zvoka
- Ljubomir Pavićević Fis — oblikovanje naslovnice [1]